# Ophiothela tigris
Ophiothela tigris är en ormstjärneart som beskrevs av George Richard Lyman 1871. Ophiothela tigris ingår i släktet Ophiothela och familjen Ophiothrichidae. Inga underarter finns listade i Catalogue of Life.